# 彭浩禮
（1953年11月26日—），英國工黨政治家，現任英国国会下院西約克郡中利兹（Leeds Central）選區議員，他于2003到2010年间任职于布莱尔和布朗内阁，2010年到2016年，他出任多个影子内阁要职，最近2015年5月至2016年6月曾任影子外交大臣，后被工党领袖杰里米·科尔宾解雇。2016年10月，他当选为新的英国国会下院退出欧盟委员会主席。
他出生在哈默史密斯，他是工党政客托尼·本恩和教育家卡洛琳·本的儿子。他在萨塞克斯大学研习俄罗斯和东欧问题，并先后担任两个工会组织，科技管理人员协会和制造、科学和金融联盟的政策分析员。之后，他加入工党，又作为大伦敦下属自治市伊灵区的市议员服务数年，成为市议会副领导人，两次作为北伊灵选区工党候选人，都未成功当选。后成为传奇人物戴维·布兰克特的特别顾问，1999年赢得中利兹补选，进入国会。
本于2001年成为国际发展部的政务次官，于2002年调任内政部，2003年回到国际发展部，2003年10月，他被任命为国际发展大臣，主要负责伊拉克的重建工作、英国对世界各地的各种自然灾害的援助，以及寻求达尔富尔战争解决办法等。2007年角逐工黨副领袖一位，但是被夏雅雯擊敗。布朗上台后，本被任命为环境、粮食和乡村事务大臣，任期至2010年。他在这一职位的主要任务是打击牛结核病。
2010年大选工党失败后，本连续在哈莉特·哈曼、爱德·米利班德、哈曼第二任期和杰里米·科尔宾四个影子内阁中担任前座长官，2015年成为影子外交大臣。2016年6月26日被科尔宾解职，引起了影子内阁成员大量辞职。

## 早年生活和教育
他出生在伦敦哈默史密斯，是前工党能源大臣托尼·本恩和美国出生的教育家Caroline Benn（娘家姓 DeCamp）的第二个儿子。本家族四代国会议员 - 他的父亲、他的祖父空军大臣威廉·本，斯坦斯盖特子爵、他的曾祖父约翰·本爵士，第一代本男爵和外曾祖父丹尼尔·霍姆斯，大多是自由党人。
本先后就读于Norland地方学校、威斯敏斯特学校、荷兰公园学校和萨塞克斯大学，在那里他毕业于俄罗斯和东欧研究专业。本有一个哥哥斯蒂芬、一个妹妹梅丽莎和弟弟约书亚。他回顾他的成长时说：“我在一个早餐后、晚饭和闲暇时间都谈论世界状况的家庭长大”。

## 早年政治事业
离开大学后，本成为科技管理人员协会（ASTMS）的研究员，后来成为制造、科学和金融联盟（MSF）的政策主管。据说他在约翰·史密斯任党领袖时申请了工党政策研究主任，但没有得到这份工作。
1980年，他被借调到工党担任工党调查委员会财务小组的联席秘书。1979年，他被选为伊灵市议会议员，在那里他从1986年至1990年担任副领袖。在1983年和1987年的大选中，他是北伊灵的工党候选人，皆败于保守党人哈里·格林威特。关于1983年大选失败反思，他说：“这已成为我政治经验的一部分，因为我们没有获得人家的政治信任被扫地出门，让我非常难过，就个人而言，已经在我身上留下了印记。”
在1997年的大选中，本在庞特佛雷特和卡斯尔福德选区 Pontefract and Castleford (UK Parliament constituency)候选名单上，但最终输给了伊薇特·库珀，未能获得候选人资格。在1997年大选工党政府上台之后，本担任当时教育和就业大臣戴维·布兰克特的特别顾问。

## 工党政府任职(1999-2010)
1999年，在格雷特·法切特世后，本被选为中利兹选区补选的候选人。在补选期间，他把自己描述为“只是一个本，不是本家的人”。本赢得了1999年6月10日的补选，投票率为19％，是第二次世界大战后的补选中最小的，仅为20000多票。关于投票率，他说：“我非常失望，在民主政体下出现这种情况应该引起所有人的关注。”
他于1999年6月23日在下议院进行了第一次发言。他于2001年、2005年、2010年和2015年大选连任中利兹市议员。他与欧洲议会的工党议员理查德·科贝特（Richard Corbett）共用他的选区办公室。

### 初任部级职务(2001-2003)
在2001年大选之后，本被任命为国际发展部的政务次官。2002年，他调任内政部监狱和缓刑政务次官，辅佐负责刑事司法的副大臣法尔科纳勋爵。在内政部，他领导一个调查互联网恋童癖的工作队，随后建议引入新的“性诱拐”罪。2003年1月，他负责在下议院提出“2003年性罪行法令”。
2003年5月，他回国际发展部升任副大臣，还担任该部在下议院的发言人，因为当时的国际发展大臣瓦莱丽·艾诺斯，艾诺斯女男爵是上议院议员，无法在下院发言。

### 国际发展大臣(2003-2007)
2003年，艾诺斯女男爵转任上议院领袖，本由国际发展副大臣接任国际发展大臣晋升到内阁。当他把这一消息告诉家人时，他的父亲托尼说：“房子都高兴得摇晃”。在第一次完成国际发展部在下院的问答环节后，本关于向外国投资者开放伊拉克的言论被自由民主党国际发展发言人汤姆·布雷克批评。
《卫报》指出，本作为国际发展大臣的主要挑战之一将是“伊拉克的充分重建”。2004年2月，本恩说，恢复伊拉克的安全将是重建工作的“绝对根本的前提”。
本监督国际发展部对2003年巴姆大地震的响应，包括：“帮助协调当地与其他国际救济组织联络，并与伊朗政府合作，以确保灾区所需的设备尽快到位。”他随后监督了英国对2004年印度洋海啸、2005年克什米尔地震和2005年苏门答腊地震的“出色”应对。
2004年7月，本公布了其设计于2003年2月的结束达尔富尔战争的五个阶段，分为阶段是：“帮助营地和其他地方的人”，“获得更多的人和更多的资源以提供这种援助”，“安全 - 紧急”，获得“苏丹政府……解除民兵武装并向人民提供保护”，最后“这场危机需要政治解决”。2005年6月13日，他向非洲联盟达尔富尔安全特派团额外提供了1900万英镑，使英国的捐款总额达到3200万英镑。本恩在2006年达尔富尔和平谈判时领导英国谈判小组。
本有时也是联合国的批评者。2004年12月，他呼吁改革聯合國人道事務協調廳（UNHCA），并说联合国难民事务高级专员（联合国难民署）“应该协调，但没有足够的资源做好这项工作”。他也被认为帮助建立了中央应急基金。
本在八国集团第31届首脑会议上发挥了重要作用，增加了英国的外援预算，并为最贫穷的国家争取债务减免。
2007年，新政治家杂志指出，“本在国际发展部的工作……常常与布什政府不一致”。特别是，本反对美国在非洲防治艾滋病时增加禁欲的政策，而他则采取了“减少危害”的方法。他也不理解美国的政策，说：“禁欲计划是好的，但只是你想禁欲，并不是每个人都这么想。”

#### 2007年工党副领袖选举
2006年10月下旬，本宣布他将参加2007年的工党副领袖选举。他最早的支持者之一是丹尼斯·斯金纳，也有人称伊恩·麦卡特尼在他的竞选中发挥了重要作用。12月6日，6名工党议员签署了一份公开信，在《卫报》上发表，他们说如果本当选副领袖可以在党内重建“信任联盟”。
2007年，本是博彩公司最青睐的工党副领袖候选人。早期的民意调查也显示他是基层的最爱—在YouGov的党员调查中，本支持率27％，其次是教育大臣阿兰·约翰逊18％，环境大臣戴维·米利班德17％，司法副大臣哈莉特·哈曼10％，工党主席黑索尔·布莱尔斯7％，威尔士大臣彼得·海恩未调查。竞选于2007年5月14日在时任副领袖约翰·普雷斯科特正式辞职后开始，本在取得门槛所需的45个议员提名方面遇到一些困难，但是他还是获得了与其他五个候选人一样多的支持。工党的支持提名表明，本获得了25％的票，后座议员乔恩·克鲁达斯的得票率为22％，哈莉特·哈曼的得票率为19％，阿兰·约翰逊的得票率为14％，黑索尔·布莱尔斯的得票率为12％，彼得·海恩的得票率为8％。本在第三轮投票中被淘汰，得到了22.33％的选票。哈里特·哈曼在第五轮选举中以50.43％的选票当选。

### 环境、食品和乡村事务大臣(2007-2010)
2007年，本被新首相戈登·布朗任命为环境、食品和乡村事务大臣，接替高升为外交大臣的戴维·米利班德。上任后，他的主要任务是应对来自牛分枝杆菌（通称牛结核病）的威胁。政府首席科学顾问戴维·柯宁爵士建议进行英国獾捕杀。2010年4月，威尔士宣布捕杀獾，加的夫高级法院驳回了保护獾的申请。
在2009年国会开支丑闻期间，本和气候变化大臣爱德·米利班德、卫生大臣阿兰·约翰逊被几家全国性报纸评为工党政府高官中廉洁的正面典型。卫报说：“当把所有威斯敏斯特议员的支出进行排名时，本恩的账单是最省纳税人钱的15个。”

## 反对党
2010年工党失利下野成为反对党，本在哈里特·哈曼领导的临时影子内阁中影子环境、食品和乡村事务大臣。在2010年10月8日成立的米利班德影子内阁中，本被任命为影子下议院领袖。2011年10月7日，米利班德改组影子内阁，本调任影子社区和地方政府大臣。

### 影子外交大臣
2015年英国大选后，在第二次哈曼影子内阁，本被任命为影子外交大臣，接替落选的前任道格拉斯·亚历山大。6月17日，当戴维·卡梅伦前往欧洲时，本恩代替哈曼出席首相答問環節，本恩是哈曼的非正式副手。他问代表卡梅伦的乔治·奥斯本，女王陛下的“堡垒”号两栖登陆舰是否如卫报的报道中所揭示的那样撤离地中海。新政治家杂志的George Eaton赞赏了本的表现，他说：“本的六个问题聪明地避开财政大臣擅长的经济问题而将问题投向国家安全和地中海难民危机。”
2015年9月，工党领袖和副领袖选举举行。本支持卡罗琳·弗林特竞选副领袖和安迪·伯纳姆竞选领袖。继杰里米·科尔宾在9月当选为工党领袖后，本留任影子外交大臣，并强调工党将在所有情况下都支持继续留在欧盟。这一点后来被本恩和科尔宾发表的一份联合声明所证实，该声明说：“工党将在全民投票中支持英国留在欧盟。”
9月20日，本表示工党可以支持戴维·卡梅伦首相在叙利亚对ISIS进行空袭的计划：“我们一贯说的是，政府如果有一个建议，应该把它在下议院提出。关于空袭，我们将研究其目标。目前我们不知道提案是什么……我们将根据目标和法律基础来判断……”本最初同意科尔宾的立场，拒绝英国在叙利亚发动针对黎凡特伊斯兰国的空袭和任何干预的建议。但在2015年11月巴黎袭击事件发生不久之后，本支持卡梅伦首相制定的计划，并说他不会因与科尔宾意见不同而辞职，因为自己“做了影子外交大臣该做的工作”。他曾投票赞成2003年的伊拉克战争和2011年多国武装干涉利比亚，但投票反对2013年对叙利亚总统巴沙尔·阿萨德的军事干预。

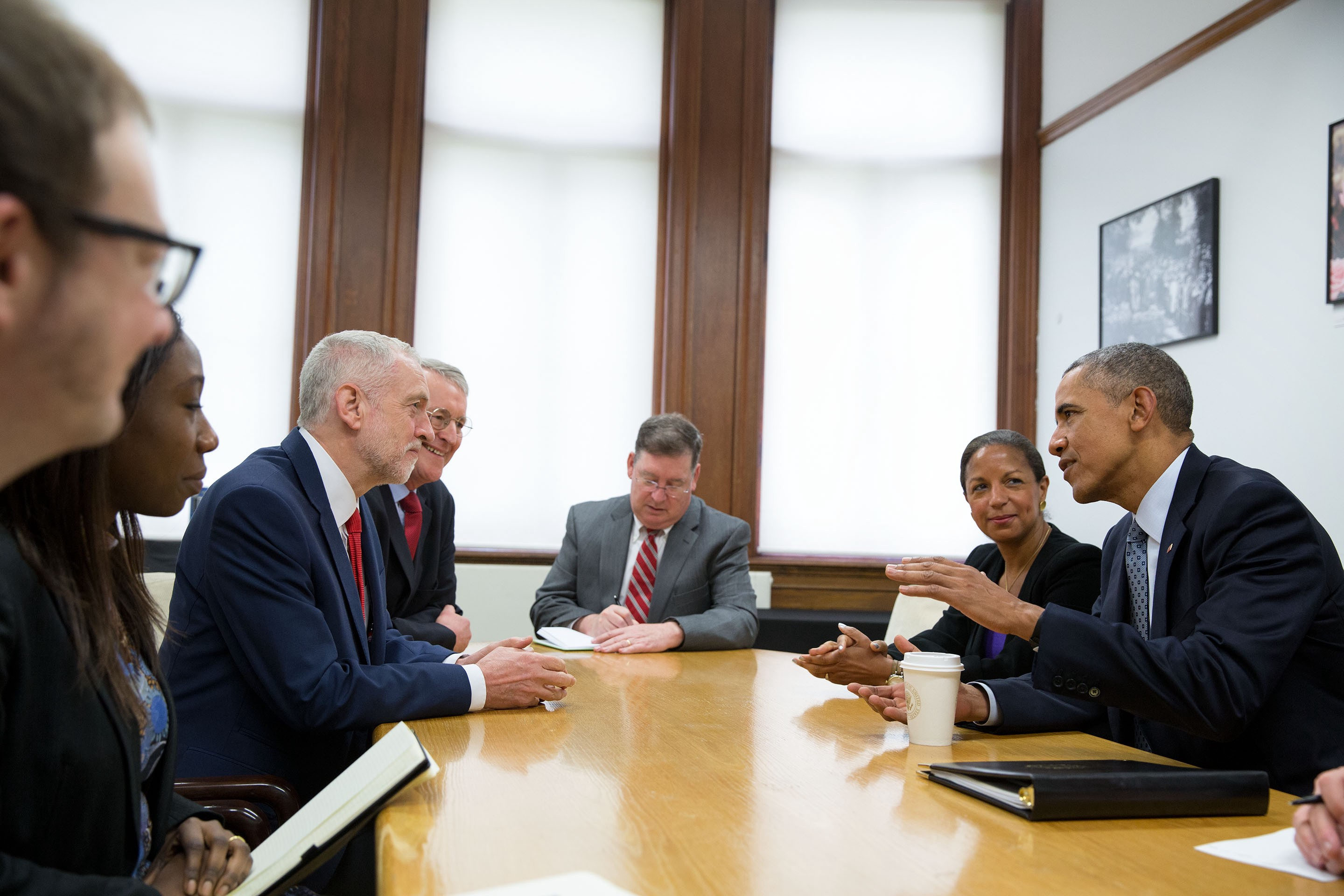
2016年4月本和科尔宾会见美国总统贝拉克·奥巴马。

2015年12月2日，本在关于空袭叙利亚黎凡特伊斯兰国的下议院辩论中作反对党正式总结陈词。发言反对科尔宾的立场，赞成政府的动议。演讲得到了下院议事厅两侧议员的赞扬，议员们用通常不允许的掌声向本恩致意。少数影子内阁成员也投票赞成空袭叙利亚，该议案以高于预期的174票多数获得通过。本恩的演讲被描述为“下议院历史上真正伟大的演讲之一”。在第二天向英国广播公司（BBC）发表讲话时，影子财政大臣约翰·麦克唐奈将本的演讲与托尼·布莱尔首相在2003年伊拉克战争之前的讲话进行了比较。麦克唐奈把它描述为“优秀”的教科书式的演讲，但补充说：“巧舌如簧不见得是什么好事，它可能会让人犯一些追悔莫及的大错。”根据工党议员杰米·里德观察，本恩演讲后，在科尔宾眼里，本成为“往好处说是忤逆，往坏处说就是叛徒。”
2016年1月，本在联合国报告泄漏沙特违反国际人道主义法对平民目标进行了“广泛和系统的”攻击后，批评英国参与沙特领导的干预也门行动。
2016年6月25日，观察家报透露，本“整个周末他打电话暗示他的同事议员们如果党内有明显的反对科尔宾的势头，他会向科尔宾挑明让他退出。他还要求影子内阁同事与他一起辞职，如果工党领袖忽略了这个请求的话。”6月26日凌晨本致电科尔宾说，在后者的领导下，工党议员和影子内阁成员“对我们赢得大选没有信心”。然后科尔宾开除了本恩的影子外交大臣一职。当日凌晨03:30本发表声明：“现在已经清楚地看到，工党议员和影子内阁都关注科尔宾对我们党的领导。特别是，如果科尔宾继续领导，我们对赢得下一届大选的能力没有信心，尤其是下次大选可能比预期更早。”上午晚些时候，影子卫生大臣海蒂·亚历山大也辞职了。一天内，又有影子内阁的八名成员相继辞职。

### 脱欧事务委员会主席
2016年9月，本宣布他打算成为一个新的下议院专责委员会退出欧盟委员会的主席。他说，他的目的是“为英国人民得到最好的交易”。他的出马得到前工党领袖爱德·米利班德以及其他工党高层支持，包括安吉拉·伊格尔、丹·贾维斯和安迪·伯纳姆。他的竞选对手是凯蒂·霍伊，一个工党同事和一个脱欧派支持者。结果于10月19日宣布，本恩得到330票，霍伊得209票，所以本恩成为新的主席。

## 政治观点
本支持英国维持核威慑。

## 私人生活
1973年，在大学期间，本和同学Rosalind Caroline Retey结婚。她在1979年死于癌症，年26岁。他随后于1982年与萨莉·克里斯蒂娜·克拉克结婚。他有四个孩子。
像他父亲一样，是禁酒主义者和素食主义者。

## 获奖
2015年，他因在国际发展部的工作而被提议入围民间外交家奖，并保留在《民间外交家点将录》的目录中。